# فردونیا (انتیوکیا)
فردونیا (انتیوکیا) (به اسپانیایی: Fredonia, Antioquia) یک سکونتگاه مسکونی در کلمبیا است که در Southwestern Antioquia واقع شده‌است.